# سد كارون-3

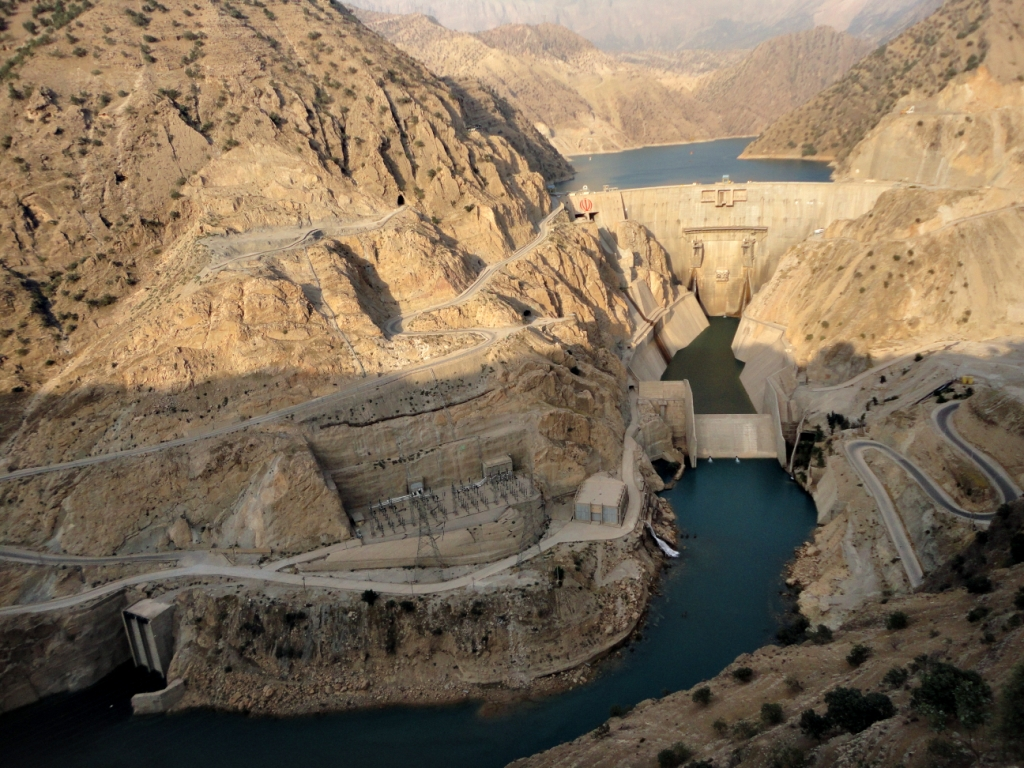
سد كارون-3

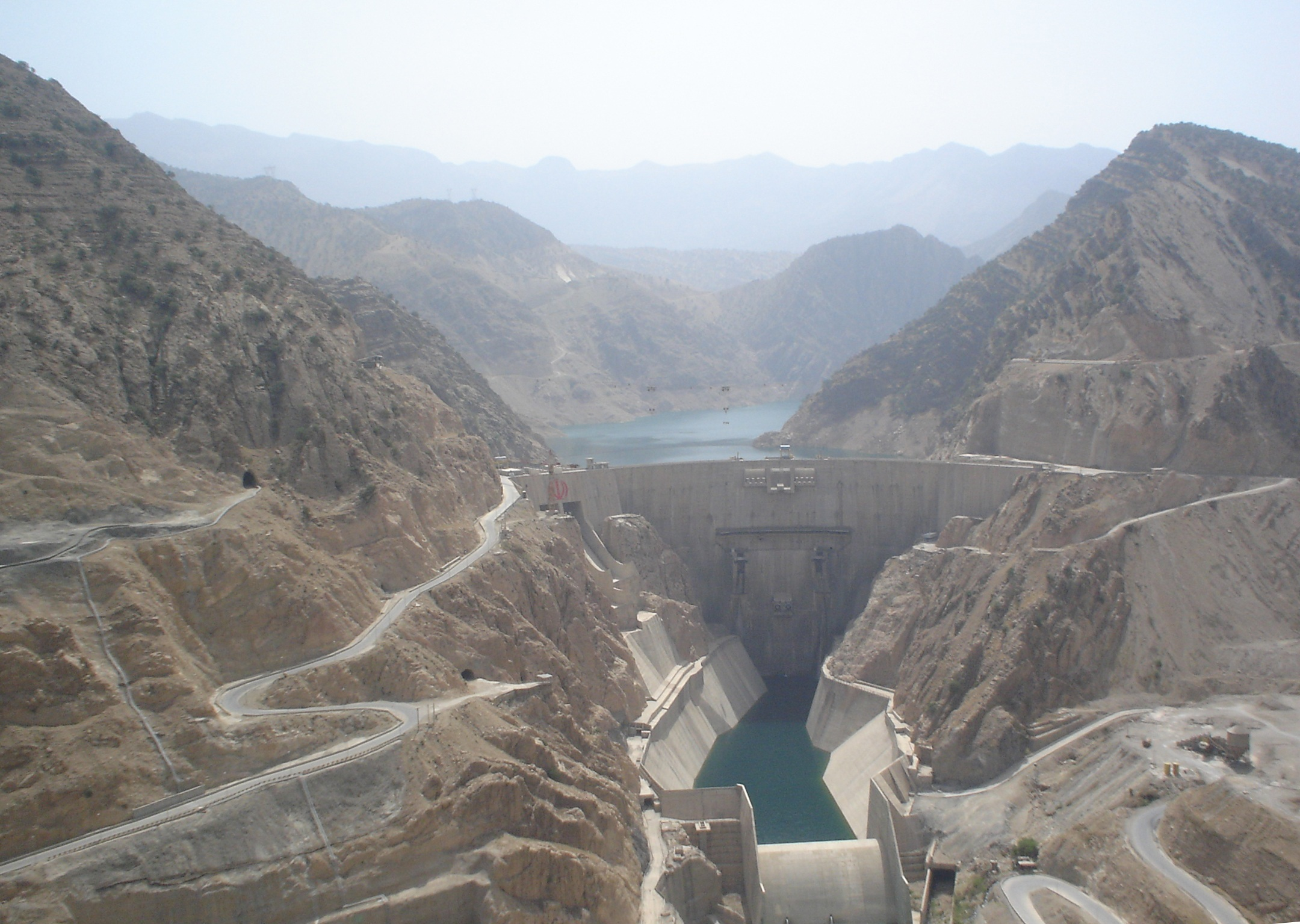

سد كارون-3 هو سد كهرومائي على نهر كارون في محافظة خوزستان جنوب غرب إيران شيد لمواجهة الاحتياجات المطلوبة من الطاقة في المحافظة وللتحكم بفيضان النهر، ويعد نهر كارون أعلى أنهار إيران من حيث التدفق المائي.
يبلغ طول السد 462 متر بارتفاع قدره 205 مترا وقد أفتتح عام 2005 وهو يولد طاقة مقدارها 2,000 ميغاواط بالساعة.